# Puente de San Juan de Ortega (Nájera)
El Puente de San Juan de Ortega, también conocido como Puente de Piedra, es una estructura emblemática que conecta las dos orillas del río Najerilla en Nájera, La Rioja. Su historia, que se remonta al siglo XI, refleja la evolución arquitectónica y cultural de la región.

## Orígenes y Evolución Histórica

### Primeras Referencias Documentadas
La primera mención del puente data del año 1020, lo que indica su existencia desde tiempos tempranos en la historia de Nájera. En 1152, Santo San Juan de Ortega, reconocido ingeniero y discípulo de Domingo de la Calzada, llevó a cabo una ampliación significativa del puente original, que era más rudimentario y elemental. 

### Modernización en elsigloXIX
En 1886, el puente experimentó una modernización que incluyó la incorporación de aceras y la eliminación de los balconcillos originales. Estas modificaciones respondieron a la necesidad de adaptar la estructura a las demandas de la época, mejorando su funcionalidad y seguridad para los transeúntes.

### Restauraciones delsigloXX
A principios de la década de 1960, se realizaron intervenciones adicionales que mantuvieron las aceras y continuaron con la ausencia de los balconcillos. Sin embargo, en la última remodelación, llevada a cabo a inicios del siglo XXI, se decidió recuperar los balconcillos, devolviendo al puente parte de su diseño original y resaltando su valor histórico y estético.

## Importancia Cultural y Patrimonial

### Conexión en el Camino de Santiago
El Puente de San Juan de Ortega ha sido un paso crucial para los peregrinos que recorren el Camino de Santiago Francés, facilitando el tránsito hacia Santiago de Compostela. Su ubicación estratégica lo convierte en un punto de encuentro entre la historia, la cultura y la espiritualidad.

### Testimonio de la Ingeniería Medieval
La atribución de su ampliación a San Juan de Ortega destaca la relevancia de este puente como ejemplo de la ingeniería medieval. Su diseño y construcción reflejan las técnicas y conocimientos de la época, evidenciando la habilidad y el ingenio aplicados en su edificación.

## Características Arquitectónicas

### Diseño y Materiales
El puente presenta una estructura de piedra con arcos de medio punto, típicos de la arquitectura medieval. Las sucesivas remodelaciones han respetado su esencia original, incorporando elementos que mejoran su funcionalidad sin comprometer su integridad histórica.

### Elementos Destacados
La recuperación de los balconcillos en la última restauración no solo realza su valor estético, sino que también ofrece a los peatones espacios para apreciar las vistas del río Najerilla y el entorno circundante, enriqueciendo la experiencia de quienes lo transitan.

## Conservación y Valoración Actual

### Esfuerzos de Preservación
Las autoridades locales han implementado medidas para garantizar la conservación del puente, reconociendo su importancia como patrimonio histórico y cultural. Estas acciones incluyen trabajos de mantenimiento y restauración que aseguran su integridad estructural y estética.

### Atractivo Turístico
El Puente de San Juan de Ortega es un atractivo turístico que atrae a visitantes interesados en la historia, la arquitectura y el Camino de Santiago Francés. Su presencia en Nájera enriquece el patrimonio cultural de la ciudad y ofrece a los turistas y a los peregrinos una conexión tangible con el pasado.